# Earl King

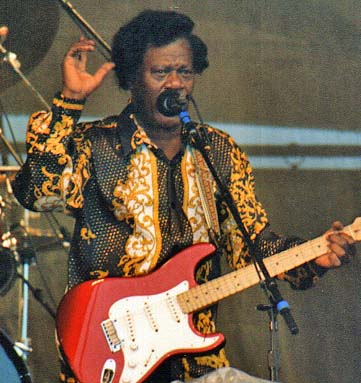
Earl King, 1997.

Earl King, född 7 februari 1934 i New Orleans, död 17 april 2003, var en amerikansk sångare, gitarrist och låtskrivare inom blues och rhythm and blues. King är främst känd som kompositör, och hans kändaste låt "Come On (Let the Good Times Roll)" har spelats in av såväl Jimi Hendrix som Stevie Ray Vaughan. Han skrev även låten "Big Chief" vilken kom att bli en av Professor Longhairs signatursånger. Dr. John är en annan artist som spelat in hans låtar.